# Polygala pisaurensis
Polygala pisaurensis är en jungfrulinsväxtart som beskrevs av Ludovico Caldesi. Polygala pisaurensis ingår i släktet jungfrulinssläktet, och familjen jungfrulinsväxter. Inga underarter finns listade i Catalogue of Life.